# Södra Teatern

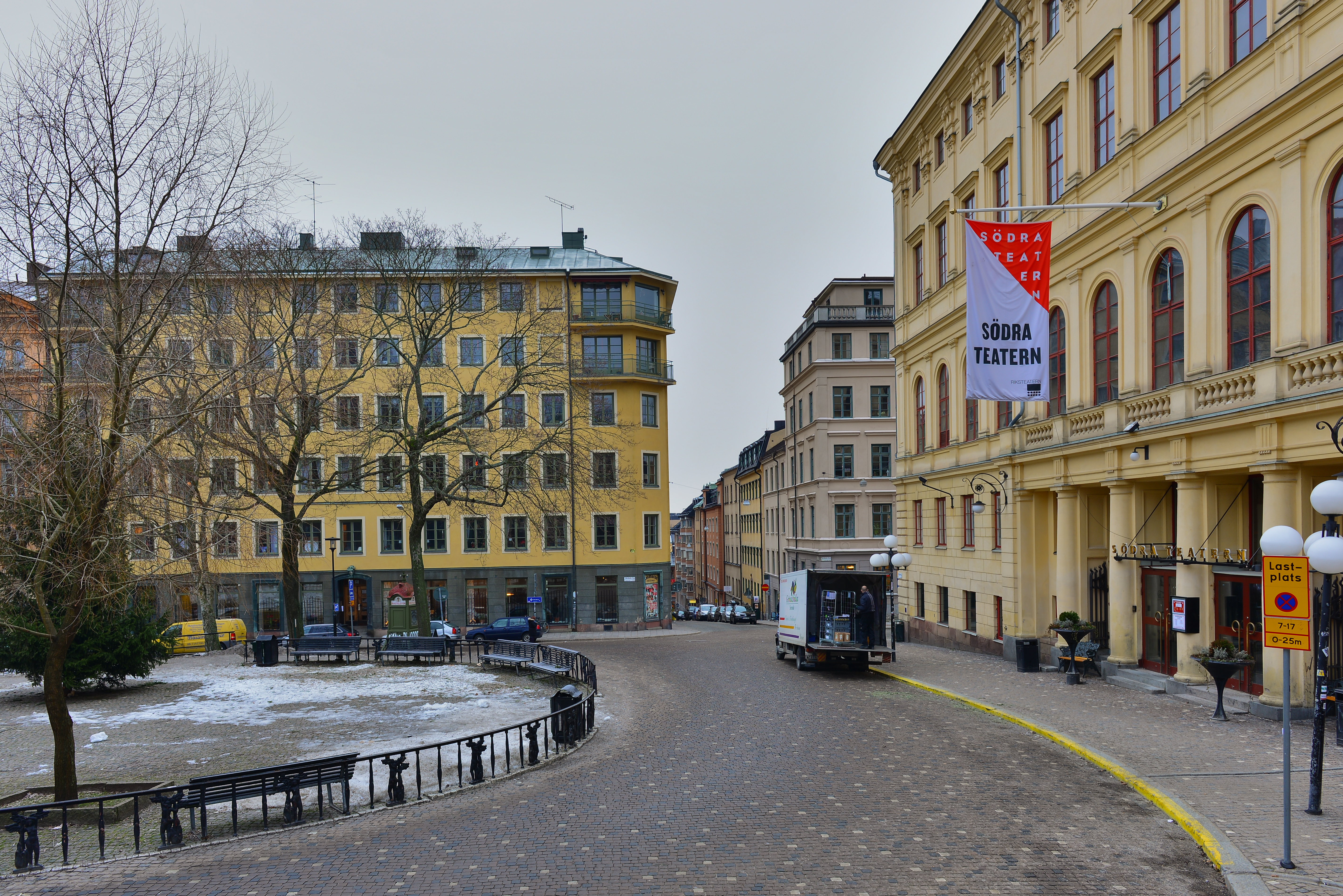
Södra Teatern in piazza Mosebacke

Södra Teatern è un teatro di Stoccolma, in Svezia. Si trova nel Parco Mosebacke nel quartiere Södermalm. Il locale è il teatro più antico di Stoccolma e si trova nel cuore della città.

## Storia
Il Södra Teatern è uno dei più antichi teatri attivi della Svezia. L'attuale teatro è stato progettato dall'architetto Johan Fredrik Åbom (1817-1900) ed è stato inaugurato nel 1859. Dispone di due ristoranti, terrazze all'aperto e sette palchi. L'edificio comprende anche cinque bar e il ristorante Mosebacke Etablissement. Stora Scen è il palco principale. Mosebacketerrassen è una terrazza all'aperto. Champagnebaren è una sala banchetti recentemente rinnovata.
Fino dal 1997 l'attenzione si è concentrata sulla messa in scena di spettacoli internazionali. Il teatro ospita diversi eventi, che spaziano dalle scene di club, concerti, teatro e letture di filosofia per bambini. Sebbene sia stato costruito come un teatro, l'obiettivo principale oggi è la musica. Nel 2010 sono stati organizzati oltre 600 eventi, il 2011 avrebbe dovuto vedere circa 1000 eventi.